# Лапин, Александр Викторович (1956)
Александр Викторович Лапин (1 февраля 1956) — советский футболист, советский и российский футбольный судья.

## Биография
Воспитанник ДЮСШ «Строитель» (г. Уфа). Первый тренер — Юрий Александрович Шаговой. В 1976 году находился в дубле самарских «Крыльев Советов», за основную команду не играл. В 1977 году перешёл в уфимский «Гастелло» из второй лиги. В этом клубе Лапин провёл всю профессиональную карьеру (с 1977 по 1988 год) и сыграл 356 матчей в которых забил 18 голов.
После завершения игровой карьеры, собирался быть тренером, работал с уфимским «Химиком». Работать судьёй, по собственным словам, не собирался, но позже принял предложение. В 1989 году прошёл судейские сборы в Дербенте. В том же году начал судить матчи низших лиг в роли ассистента. В 1990 году дебютировал в качестве главного судьи. После распада СССР продолжал судить матчи низших лиг России в роли как ассистента, так и главного судьи. В высшей лиге дебютировал 28 августа 1993 года в матче «Ротор»  — КАМАЗ (4:1), в котором показал два предупреждения и назначил пенальти в пользу «Ротора». Матчи высшей лиги судил вплоть до 1999 года и провёл 59 матчей в качестве главного судьи. Дважды включался в список лучших судей сезона в 1995 и 1997 годах. Затем перешёл в судейство мини-футбола, где отсудил свыше 100 матчей в Суперлиге. После завершения судейской карьеры, работал инспектором.
В 1998 году Лапин возглавил федерацию футбола Башкортостана, сменив в этой должности Александра Андреевича Кондояниди. В 2010 году уступил должность Шамилю Газизову.
Зять Александра Лапина — Сергей Павлович Хорошавцев судил матчи мини-футбольной Суперлиги. Племянник — Эдуард Ильдусович Шарипов, работает ассистентом на матчах  ПФЛ.